# Karamelo Santo
Karamelo Santo est un groupe de rock fusion argentin, originaire de Mendoza. Formé par Goy Karamelo, pionniers de styles musicaux tels que le punk rock, folk, cumbia, ska et reggae en Amérique latine, le groupe se met officiellement en route en 1993. Il est le précurseur du rock dit mestizo ou alterlatino.

## Biographie

### Débuts (1992-1999)

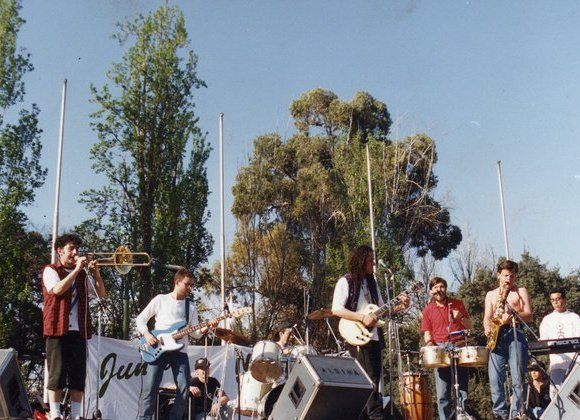
Karamelo Santo en concert en 1992.

Au printemps 1992, Goy Karamelo, Fabiana Droghei et Mario Yarke constituent la première formation de Karamelo Santo et, après un mois de répétitions, débutent avec succès au pub La Torre de la ville de Mendoza, le 20 décembre 1992. Pour la première fois, un style musical nouveau (le rock mestizo ; plus tard alterlatino) apparait à Mendoza.
Ils enregistrent indépendamment leur premier album, La Kulebra, au studio local Bunker Records, dont le style est orienté rock fusion issu d'éléments de pasodoble, boléro, cumbia, punk rock, ska et murga. Le chanteur et producteur David Byrne, ex-leader du groupe Talking Heads, félicitera personnellement le groupe pour l'originalité de cet album. Le compositeur argentin Gustavo Santaolalla, révèle aussi son admiration pour leur concert. Par la suite, le groupe décide de se délocaliser à Buenos Aires.
Entre mars 1997 et 2010, les membres vivent ensemble dans le quartier de La Boca à Buenos Aires, dans une maison-atelier. Cette année-là, ils sortent leur deuxième album, Perfectos idiotas, produit par les membres de Todos Tus Muertos. Entretemps, leur premier clip, Vas a volver, est diffusé sur MTV, et le single atteint la première place de plusieurs chaines de radio argentines et latino-américaines au cours de l'été 1998. Désormais, le groupe participe aux principaux festivals nationaux tels que le Cosquín Rock, Gesell Rock, Quilmes Rock, et Pepsi Music.

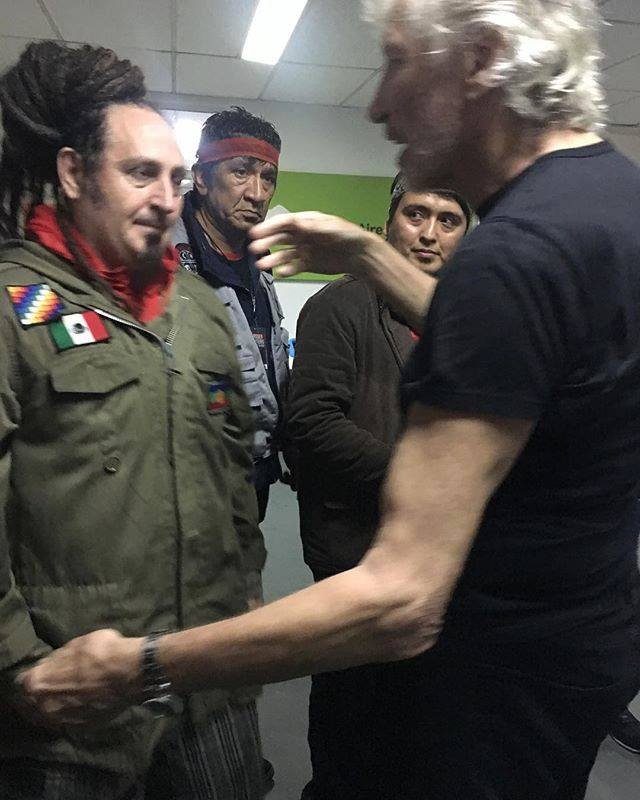
Roger Waters félicite Goy de Karamelo Santo pour son travail, la production et la visibilité de la bande originale et de la musique des pueblos indigènes d'Amérique, novembre 2018

### Années 2000 et tournées internationales
Durant les années 2000, le groupe part en tournée pour l'Argentine, le Chili, la Colombie et l'Uruguay. Ils jouent aussi aux États-Unis et au Mexique, choisi comme groupe préféré de Manu Chao lors de ses tournées à travers l'Amérique du Sud. En 2002, ils sortent leur troisième album, Los Guachos, qui est produit par Manu Chao, Tonino Carotone, Gambeat, Fernando Barrientos et Chico Ocaña de Mártires del Compás. Cette année-là, ils jouent en Europe, devenant célèbres sur le continent.
En 2003, ils effectuent la tournée européenne la plus importante jamais réalisé dans l'histoire du rock latino-américain, avec 120 concerts à travers le continent pendant trois mois et demi. À partir de cette année, ils répètent consécutivement les tournées européennes, jouant dans les principaux festivals de rock du monde tels que le Roskilde (Danemark), Festival de Montreux (Suisse), Paléo (Suisse), Hurricane (Allemagne), Southside Festival (Allemagne), Greenfield (Suisse), Festival de Gurten (Suisse), Rock for People (République tchèque), Mistic Sounds (République tchèque), Prestenize (République tchèque), Fusion Fest (Allemagne), Viña Rock (Espagne), Rio Loco (France), Balaton (Hongrie), Pole Pole (Suisse) et Hodovskas (Slovaquie).
En 2004, ils sortent Haciendo Bulla, produit par Alfredo Toth, en Europe, au Mexique et aux États-Unis, dont le succès est remarquable. Les singles qui en découlent sont Tu pa 'mi, Los Cangrejos et Vivo en una isla. En 2006, ils publient La Gente Arriba, dont les chansons incluent le morceau homonyme, plus Mi Plantita Chiquita, Hay un diablo, A tu casa no voy et Pon la gente arriba. En 2007, ils sortent Antena Pachamama, qui fait participer Fermin Muguruza, Les Babacools, Irie Révoltés, Orozco - Barrientos. Le morceau Guerrillero est utilisé comme le rideau musical pour la radio colombienne officielle des FARC.
Le 10 mars 2008, Goy est nommé ambassadeur culturel de Mendoza avec la chanteuse Mercedes Sosa, par décret du gouverneur de l'époque, Celso Jaque. La même nuit, ils jouent devant 35 000 spectateurs à l'amphithéâtre Frank Romero Day.
À la suite des crises sociales et économiques successives survenues en Argentine, ils gagnent la reconnaissance du public pour avoir soutenu les organisations militant pour les droits de l'Homme telles que Barrios de Pie, Hijos de Desaparecidos, Fundación COOR, Cooperanza, Conciencia Solidaria, et Corriente del Pueblo (Jujuy). En 2009, ils sortent leur premier DVD live à l'international, enregistré au Teatro de La Plata et font leur neuvième tournée européenne consécutive.

### Départ et retour de Goy (depuis 2010)

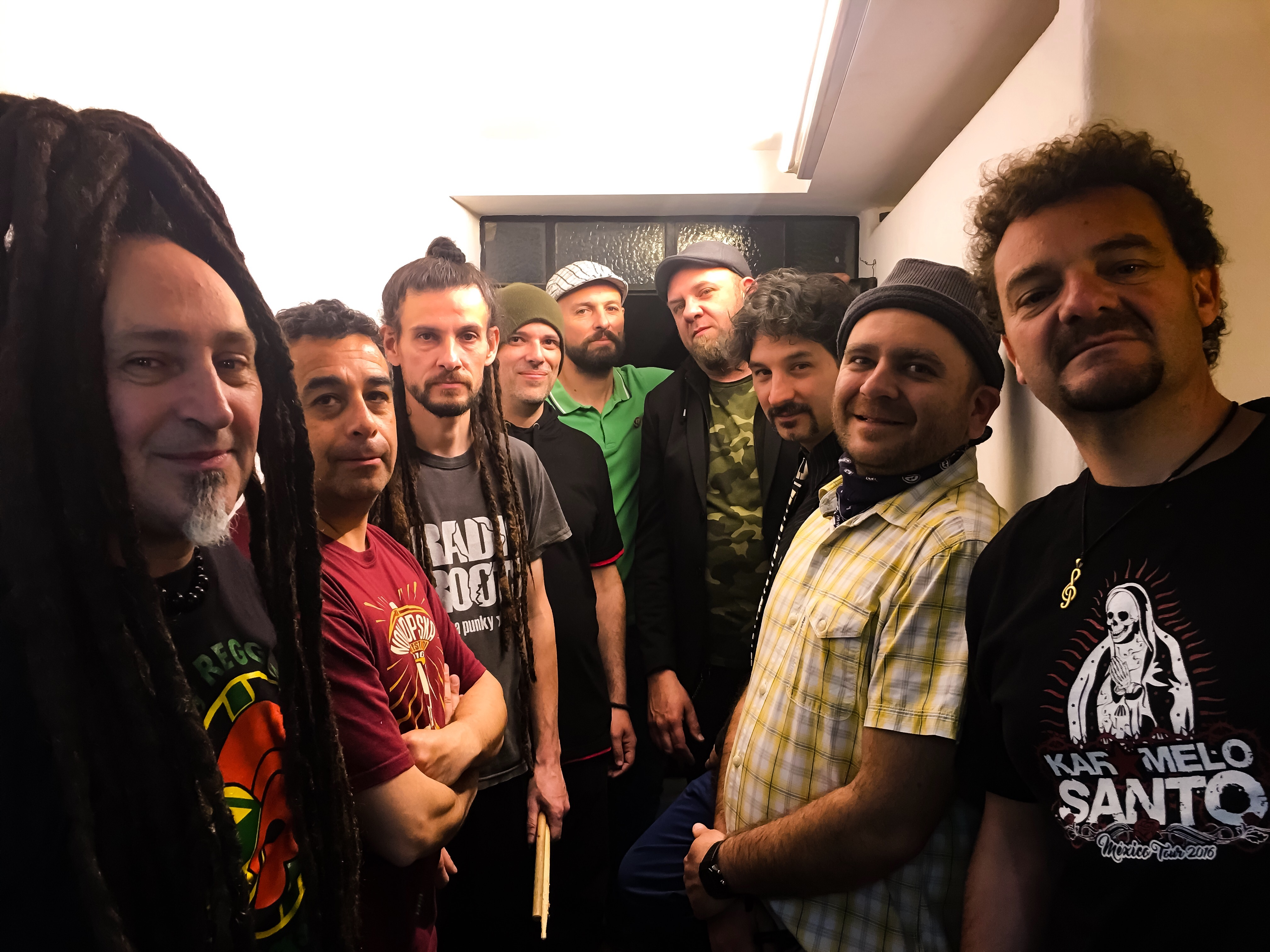
Formation actuelle (2018) de Karamelo Santo.

À la fin septembre 2010, Goy Karamelo (voix et guitare), annonce son départ momentané du groupe pour des raisons personnelles et des différences avec son label, faisant face à une carrière parallèle en tant que soliste et producteur. Goy Karamelo lance avec succès en mai 2012 son premier album solo. En 2014, Goy enregistre un hommage paradigmatique au folklore Cuyo.
En 2016, il revient au sein Karamelo Santo, avec Marcelo Amuchastegui et Mario Yarke (membres fondateurs).

## Discographie

### Albums
- 1993 : Baila Gordi (Búnker Records)
- 1995 : La Kulebra (Búnker Records)
- 1997 : Perfectos idiotas (DBN)
- 2002 : Los Guachos (DBN)
- 2003 : Roskilde Fest (BPR)
- 2004 : Haciendo Bulla (BPR)
- 2005 : La Chamarrita (BPR)
- 2005 : 93-05 - K Industrias
- 2006 : La Gente Arriba (Pop Art Discos)
- 2007 : Antena pachamama (Pop Art Discos)
- 2009 : El Baile oficial (Pop Art Discos)
- 2012 : Remedio de mi corazón (Warner Chapell)
- 2014 : Soy Cuyano (Kangrejoz Records)
- 2017 : Severa Bullaranga! (Kangrejoz Records)
- 2018 : Mega Acústico

### Vidéographie
- El Baile Oficial (Sama 1995)
- Vas a Volver (Quatrinni 1997)
- Joven Argentino (Estrada 1998)
- La Kulebra Del Amor (Estrada 1999)
- Soy Cuyano (Amuchastegui 1999)
- Que No Digan Nunca (Quatrini 2001)
- Son Del Negro (Estrada 2002)
- Fruta Amarga (Pintos 2004)
- Tu Pa Mi (Moreno 2005)
- Los Cangrejos (Moreno 2005)
- Pon La Gente Arriba (Ponce 2006)
- El Mejor (Pintos 2006)
- Luna Loca (Pablo 2007)
- La Lava (Estrada 2007)
- Hoy (Ponce 2008)
- Que No Digan Nunca (Live) (Petris 2009)
- Liar (Petris 2011)
- La Trampa (Oxido 2013)
- Salto Al Vacío (Oxido 2014)
- Causa Perdida (Carlos Larrondo 2017)

## DVD
- 2005: 95-03
- 2009: El Baile Oficial
- 2015: Fiesta de La Cerveza

## Membres

### Membres actuels
- Guillermo Andrés « Goy » Ogalde Glúzman - chant, guitare, composition
- Mario Yarke - claviers
- Sebastián Fernandez - basse
- Luciano Ismael - batterie
- Ignacio Ismael - percussions
- Raúl Huarte - chœurs, accordéon, synthétiseur
- Adrian Frydman - trompette
- Juan Pablo Bruno - saxophone
- Lucas Alvarez - chœurs
- Gasty Ocampo - saxophone

### Anciens membres
- Iñaki De La Rosa - saxophone
- Gabriel Espejo - batterie
- Manila Prado - percussions
- Francisco de la Rosa - basse
- Rodrigo Adolfo « Oaky » Cáceres (saxo)
- Silvio Espilocín (+) - trompette
- Martino Gesualdi- trombone
- Nacho Ullmann (+) - trompette
- Mariano Ponce de León - batterie
- Pablo Clavijo - saxophone
- Pedro « Piro » Rosafa - ragga
- Lucas Villafañe - accordéon, synthétiseur
- Diego Apud - basse
- Marcelo Amuchástegui - basse
- Lucas Becerra - batterie